# Дурган, Джефф
Джеффри (Джефф) Дурган (род. 29 августа 1961, Такома, Вашингтон) — американский футболист, защитник, который провёл большую часть карьеры в «Нью-Йорк Космос» и сыграл семь матчей за сборную США.

## Клубная карьера
Дурган родился и вырос в городе Такома, штат Вашингтон, где учился средней школе Стэдиум. После окончания школы Дурган подписал контракт с «Нью-Йорк Космос» из Североамериканской футбольной лиги (NASL), он дебютировал за клуб в апреле 1980 года. За свой первый год в лиге он начал с первых минут 28 из 32 игр чемпионата за «Космос». Он показал то, про что спортивный журналист Джордж Векси сказал: «Характеристика контролируемой агрессивности игрока далеко за пределами его лет». Дурган был признан новичком года в лиге, выиграв конкуренцию у своего земляка Марка Питерсона из «Сиэтл Саундерс». В 1982 году Дурган был зачислен во вторую команду «Всех звёзд NASL». Дурган выиграл Соккер Боул и чемпионат NASL с «Космосом» в 1980 и 1982 годах соответственно, но в 1981 году клуб проиграл финал «Чикаго Стинг» в серии пенальти.
В 1983 году Федерация футбола США попыталась сделать национальную сборную США более успешной, введя команду в NASL как франшизу, известную под названием «Тим Америка». Федерация затем пригласила игроков со всей NASL, MISL и ASL покинуть свои команды, чтобы играть за «Тим Америка». Хотя Дурган выразил сомнение относительно новой команды, он покинул «Космос» и подписал контракт с «Тим Америка», где стал капитаном. Многие ведущие игроки остались со своими предыдущими клубами, иногда Дурган критиковал их, заявляя: «Пусть они придут и помогут. Вы должны выйти из-за ограды.» «Тим Америка» закончил сезон в нижней части турнирной таблицы, и, когда Федерация футбола исключила сборную из NASL в конце 1983 года, Дурган вернулся в «Космос». В мае 1984 года «Космос» попросил Дургана и двух других игроков пойти на 20-процентное сокращение зарплаты, а ещё двух — на 45-процентное. Когда они отказались принять условия клуба, команда уволила футболистов, а затем повторно подписала контракты с Дурганом и двумя другими игроками за меньшую плату, так как другие восемь команд NASL отказался подписать на условиях их первоначальных договоров.
Когда лига прекратила существование после сезона 1984 года, «Космос» переехал в MISL, но провёл там лишь 1984/85 сезона перед расформированием.
Когда «Космос» был расформирован, Дурган вернулся в Сиэтл, подписав 20 мая 1985 года контракт с полупрофессиональным «Сиэтлом» из MISL, он был капитаном команды. Тренер «Сиэтла» Брюс Риок уволил Дургана из команды 29 июля 1985 года после инцидента с участием канадского игрока Джона Кэтлиффа.

## Национальная сборная
Дурган сыграл семь матчей со сборной США между 1983 и 1985 годами, забил один гол. Он был также членом олимпийской сборной США на летних Олимпийских играх 1984 года в Лос-Анджелесе. В связи с травмой ноги он сыграл только в третьем матче группы против Египта и был заменён в первом тайме. Игра завершилась вничью 1:1, и США проиграли по дополнительным показателям всё тому же Египту.
Дурган занял 46-е место в рейтинге 50 спортсменов XX века штата Вашингтон по версии «Sports Illustrated».

## Личная жизнь
После ухода из футбола Дурган получил степень бакалавра в Вашингтонском университете. В настоящее время Дурган живёт в Мичигане с женой и тремя детьми.